# Reid Railton
Reid Antony Railton (1895-1977) var en brittisk ingenjör och bilkonstruktör.
Utöver sin medverkan i biltillverkaren Railton Cars är han mest känd för sitt arbete med fordon för hastighetsrekord på land och till sjöss. Han arbetade bland annat tillsammans med John Cobb och Malcolm Campbell.